# Hiroki Aratani
Hiroki Aratani (荒谷 弘樹 Aratani Hiroki?), född 6 augusti 1975 i Toyama prefektur, är en japansk före detta fotbollsspelare.
Aratani började sin karriär 1994 i Urawa Reds. Efter Urawa Reds spelade han för Kawasaki Frontale, Omiya Ardija, Consadole Sapporo och Ventforet Kofu. Han avslutade karriären 2011.